# Gouden Piramide

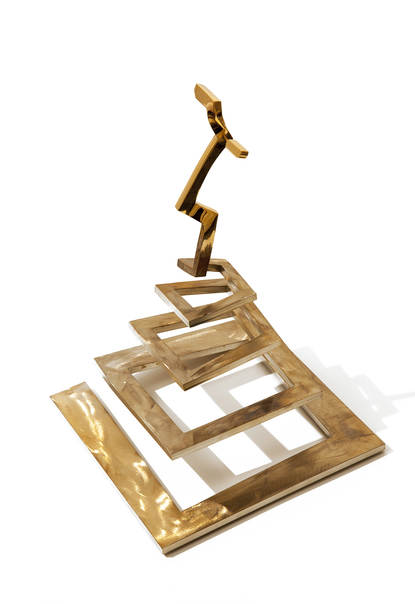
Trofee de gouden piramide

Gouden Piramide is de jaarlijkse Rijksprijs voor inspirerend opdrachtgeverschap in de architectuur, stedenbouw, landschapsarchitectuur, infrastructuur en ruimtelijke ordening. Deze prijs is een gezamenlijk initiatief van de ministeries van VROM, LNV, OCW en V&W.
De Gouden Piramide werd in 2003 ingesteld en bestaat uit een speciaal ontworpen trofee en een bedrag van 50.000 euro. Besloten werd er een tweejaarlijkse prijs van te maken met de eerste uitreiking in 2018. De prijs bestaat nog steeds uit een trofee, maar de geldprijs is verhoogd naar 75.000 euro. Elk project waaraan een architectonisch, stedenbouwkundig of landschappelijk ontwerp aan ten grondslag ligt kan genomineerd worden. Alle opdrachtgevers kunnen voor de prijs in aanmerking komen, met uitzonderling van de rijksoverheid.
De twee voorlopers van deze prijs zijn:
- De Zeven Pyramides (1998-2002): Na de toetreding van enkele andere ministeries werd in 1997 de Zeven Pyramides, met zeven prijzen, geïntroduceerd. Hier werden zes categorieën onderscheiden: ruimtelijke ordening, infrastructuur, landschapsarchitectuur, wonen, utiliteitsbouw en monumentenzorg zodat elk ministerie zich vertegenwoordigd voelde. Tot slot werd een zogenaamde Vrije Pyramide uitgereikt, op voordracht van de Rijksbouwmeester. De prijs bestond alleen uit een trofee zonder geldprijs. De Zeven Pyramides werden slechts twee keer uitgereikt, in 1998 en in 2000.
- Bronzen Bever (1990-1997): De minister van VROM stelde in 1989 de Bronzen Bever in. Een prijs voor bouwen en wonen voor opdrachtgevers van kwalitatief hoogwaardige projecten in de utiliteitsbouw, volkshuisvesting en ruimtelijke ordening. Deze prijs bestond uit een bedrag van 50.000 gulden en een kunstvoorwerp van Eric Claus.

| Jaar | Thema               | Winnaar                                                    | Project(en)                                                                              |
| ---- | ------------------- | ---------------------------------------------------------- | ---------------------------------------------------------------------------------------- |
| 2022 |                     | Nederlands Auschwitz Comité                                | Holocaust Namenmonument                                                                  |
| 2020 |                     | Projectbureau Ooijen-Wanssum                               | Gebiedsontwikkeling Ooijen-Wanssum                                                       |
| 2018 |                     | Lemniskade Projecten                                       | Woon-werkgebouw Patch22 in Amsterdam-Noord                                               |
| 2016 | Architectuur        | Stichting Xenia                                            | Hospice voor jonge mensen in Leiden                                                      |
| 2015 | Gebiedsontwikkeling | Schipper Bosch                                             | Industriepark Kleefse Waard, Arnhem                                                      |
| 2014 | Architectuur        | Begraafplaats en crematorium De Nieuwe Ooster in Amsterdam | Meerjarige restauratie van het park en de gebouwen                                       |
| 2013 | Gebiedsontwikkeling | Volkshuisvesting Arnhem                                    | Modekwartier/100%XL Klarendal                                                            |
| 2012 | Architectuur        | Nederlands Instituut voor Ecologie (NIOO-KNAW)             | Nieuwe gebouw dat in 2011 in gebruik is genomen (Wageningen)                             |
| 2011 | Gebiedsontwikkeling | Heijmans Vastgoed                                          | Het Funen, woonbuurt op het voormalige terrein van Van Gendt en Loos (Amsterdam)         |
| 2010 | Herbestemming       | Plechelmusschool en de gemeente Hengelo                    | Huisvesting van een daltonbasisschool in een leegstaande kerk (Hengelo)                  |
| 2009 | Herontwikkeling     | De Key/De Principaal, Talis en de gemeente Nijmegen        | De Dobbelman, voormalige zeepfabriek omgebouwd tot wooncomplex (Nijmegen)                |
| 2008 | Architectuur        | Nederlands Instituut voor Beeld en Geluid                  | Gebouw naar ontwerp van Neutelings Riedijk Architecten. (Hilversum)                      |
| 2007 | Gebiedsontwikkeling | Gemeente Enschede                                          | Woonwijk Roombeek (Enschede)                                                             |
| 2006 | Architectuur        | Edwin Oostmeijer                                           | Het Bolwerk, een appartementencomplex (Utrecht)                                          |
| 2005 | Macroniveau         | Provincie Groningen, gemeenten en de bouwers               | Blauwestad-project (Groningen)                                                           |
| 2004 | Mesoniveau          | Het Stadsdeel Westerpark                                   | Cultuurpark Westergasfabriek (Amsterdam)                                                 |
| 2003 | Microniveau         | Vereniging Natuurmonumenten                                | Uitkijktoren (Ravenswoud), Landgoed Koningshof (Overveen), Paviljoen De Posbank (Rheden) |